# IFNOPAP
O IFNOPAP - O Imaginário nas Formas Narrativas Orais da Amazônia Paraense é um projeto de extensão e pesquisa interdisciplinar brasileiro criado em 1994 nà Faculdade de Letras da Universidade Federal do Pará (UFPA), na cidade brasileira de Belém (estado do Pará) com objetivo de pesquisar os mitos e lendas amazônicos, bem como as formas orais da cultura popular paraense.
O IFNOPAP tornou-se referência para pesquisadores com interesse nas narrativas orais da Amazônia, com alcance internacional e interdisciplinar.

## Histórico
Idealizado pelos professores Maria do Perpétuo Socorro Galvão Simões e Christopher Golder, da Universidade Federal do Pará, O Imaginário nas Formas Narrativas Orais da Amazônia Paraense (IFNOPAP) é um projeto interdisciplinar que, dentre outras, abrange áreas de conhecimento como Literatura, Arqueologia, Linguística, Sociologia e Antropologia. O projeto iniciou-se em 1994 como um programa de pesquisa, tendo sido implantado em seis dos oito campi da UFPA no interior, nos municípios de Santarém, Castanhal, Abaetetuba, Bragança, Marabá, Cametá e no campus-sede, em Belém, o que permitiu uma ampla cobertura do território paraense.

## Produção
Narrativas orais recolhidas pelo IFNOPAP foram impressas e publicadas em livros organizados pela editora da UFPA, intitulados Santarém conta..., Belém conta..., Abaetetuba conta... e Bragança conta.... Muitas outras, contudo, permanecem inéditas e armazenadas em mídias físicas no espaço ocupado pelo projeto no campus Belém da UFPA. A primeira coletânea, Santarém conta..., foi publicada em 1995 e inclui 52 narrativas e 7 histórias recriadas pelos pesquisadores. A segunda coletânea, Belém conta..., também de 1995, reúne 36 narrativas e 14 recriações, contando ainda com depoimentos dos pesquisadores sobre o trabalho de campo. No terceiro livro, Abaetetuba conta... (1997), estão 52 narrativas e 8 recriações. Finalmente, no volume mais recente, Bragança conta... (2016), foram incluídas 77 narrativas e 10 recriações. Além das coletâneas, o IFNOPAP foi responsável pelo estudo e publicação do Dicionário da língua indígena Asurini, obra pioneira escrita em asurini e depois traduzida para o português.
Além de livros, o IFNOPAP vem produzindo material audiovisual, tais como vídeos, CD-ROMs e um podcast, o Conto Ribeirinho, em parceria com a produtora cultural "Na Cuia".

### Documentário
Em 2020, foi lançado o documentário IFNOPAP: Uma Nascente de Histórias, uma realização da "Na Cuia - Produtora Cultural" e da Universidade Federal do Pará, documentando os 25 anos do projeto e seu trabalho em manter vivas as narrativas locais do povo da Amazônia. Além de imagens históricas das comunidades visitadas, o filme traz o relato da professora Socorro Simões, idealizadora e coordenadora do projeto (já aposentada, mas ainda atuante) e de outros pesquisadores que passaram pelo IFNOPAP.